# Покидан
Кафана на Балкану - Покидан је српски филм из 2023. године у режији Сузане Пурковић, по сценарију Вање Булића, Николе Здравковића и Марка Бацковића по мотивима аутобиографије Ово сам ја певача Аце Лукаса.
Насловну улогу тумачи Младен Совиљ као Пеђа Ковач, док су у осталим улогама Иван Ђорђевић, Радоје Чупић и Марија Пикић. Филм је премијерно приказан 3. новембра 2023. године.

## Радња
Предраг Драгомировић - Пеђа Ковач је 30-годишњак, познат по свом таленту свирања клавијатуре, тренутно живи код родитеља, свира у групи Шкорпиони са својим друговима и у срећној је вези са Надом.
Без јасне представе о даљем току свог живота, запада за око познатој рок звезди Ана Марији која је у потрази за клавијатуристом.
У тренутку када мисли да му је живот отворио једна врата суочава се са низом проблема који га одводе у дугове. Живот му се још једном осмехнуо када га у локалном подруму примећује естрадни менаџер Вања и тада се Пеђин живот мења из корена.

## Улоге
| Глумац               | Улога                 |
| -------------------- | --------------------- |
| Младен Совиљ         | Пеђа Ковач            |
| Иван Ђорђевић        | Вања                  |
| Радоје Чупић         | Драгомир Драгомировић |
| Весна Станојевић     | Мира                  |
| Марија Пикић         | Нада                  |
| Јово Максић          | Коле                  |
| Андрија Кузмановић   | Баја                  |
| Мирсад Тука          | Командант             |
| Милутин Караџић      | Драго Ковач           |
| Милош Петровић       | Столе                 |
| Стефан Бундало       | Жекс                  |
| Филип Хајдуковић     | Бане                  |
| Милош Пејовић        | Перо                  |
| Мина Николић         |                       |
| Јана Милосављевић    | Весна Веки            |
| Милица Јаневски      | Ана Марија            |
| Јадран Малкович      | градоначелник Дејан   |
| Немања Оливерић      | менаџер Ана Марије    |
| Михаела Стаменковић  | адвокатица            |
| Јована Стипић        | Сека                  |
| Немања Милуновић     | Дејан зеленаш         |
| Невена Станисављевић | Девојка у соби        |